# Перак (штат)
Перак (малай. Perak, джаві: ڨيرق — «срібло», за подібним до срібла кольором олова) — штат Малайзії. Адміністративний центр — місто Іпох (Ipoh). Глава штату — Султан Азлан Шах. Резиденція султана знаходиться в місті Куала Кангсар (Kuala Kangsar).
Офіційна назва штату — Perak Darul Ridzuan (Джаві: ڨيرق دار الرّضوان), або «Перак, Обитель Благодаті».

## Історія
У XVII столітті султанат Перак вів тривалі війни з голландцями, які намагалися закріпитися на Малайському півострові. У XVIII — початку XIX століття він підпадає під вплив сусіднього Сіаму. У 1826 році англійці захопили і перетворили на свою колонію територію Діндінгс, що знаходилася на заході Пераку, на узбережжі Малаккської протоки. У той же час вони протидіяли анексії Пераку Сіамом. У 1848 році в султанаті починається видобуток олова, здійснюваний в першу чергу китайськими емігрантами. Він супроводжується постійними кровопролитними сутичками між бандами, що намагаються контролювати копальні. У 1874 році султан укладає на острові Пангкор договір з Великою Британією, за яким Перак стає англійським протекторатом. У 1896 році Перак, спільно з Селангором, Пахангом і Негері-Сембеланом, утворюють контрольовану Англією Федерацію Малайських князівств. У грудні 1941 року Перак був зайнятий японськими військами, у вересні 1945 вони були витіснені англійцями. У 1957 році Перак входить до складу незалежної Малайської Федерації, а в 1963 — Малайзії.

## Географія
Штат Перак розташований в Західній Малайзії, на західному узбережжі і в центральній частині Малайського півострова. На півночі Пераку проходить державний кордон з Таїландом, на півночі ж таки Перак межує зі штатом Кедах; на сході — зі штатами Келантан і Паханг, на півдні — зі штатом Селангор. На заході він омивається водами Малаккської протоки. Східний кордон Пераку пролягає по гірському хребту Банджаран Тітівангса, який в серединній своїй частині досягає висоти 2183 метри (гора Корбу). Через усю територію штату, з півночі на південний захід, протікає річка Перак, що впадає в Малаккську протоку. Навпроти гирла цієї річки, в протоці знаходиться належний Пераку острів Пангкор. Центральні та північні райони штату гористі, тут річка Перак у своїй верхній течії утворює ланцюжок гірських озер. На півдні — болотиста низовина, щільно заросла лісом та чагарниками.
Найбільші міста Пераку: Іпох, Куала Кангсар, Тапа, Кангар, Телук Інтан, Тайпінг.
У 1884 році в султанаті Перак, в районі Кінта, було відкрито найбільше в світі родовище олова.

## Населення
Як і скрізь в Малайзії, основні 3 групи населення в Пераку — це малайці (у 2010 році 1,360,506 чи 55.74 % від загального числа жителів), китайці (702,170 чи 28.77 %) і індійці — 296,600 чи 12.15 %. Китайська еміграція була досить значною вже в XV столітті, проте найбільша кількість китайців та індійців в'їхали в Перак в кінці XIX століття, законтрактовані для роботи на олов'яних копальнях і каучукових плантаціях. Серед китайців переважають вихідці з Південно-Східного Китаю, серед індійців — таміли. Китайці заселяють досить щільно прибережну смугу штату, багато їх і серед міських жителів. Найбільш великі колонії індійців в містах Іпо і Тайпінг — за чисельністю мешканців вони поступаються в Малайзії тільки індійській колонії в столиці країни — Куала Лумпурі.
У Пераку живуть також нечисленні аборигенні народи — джакун, споріднені з чаоле Таїланду і селунами Бірми, а також належні до Малаккської мовної групи сеної і семангі. Джакун поділяються на племена мантера, бідуанда, бланда, орангулу, орангканак і оранглаут. Семангі, що являють собою також кілька племен кочівників (джагай, менра, менрі, ланох, батег, сабуб) є в расовому відношенні низькорослими негритосами. Джакун мешкають у верхів'ях річки Перак, сеної — в центральній частині штату і на північний схід від міста Іто, семангі — в районі Балінга на кордоні з Таїландом.

## Адміністративний поділ
Штат поділяється на 10 районів:
| №  | Район                    | Населення, чол. (2009) |
| -- | ------------------------ | ---------------------- |
| 1  | Кінта                    | 846 300                |
| 2  | Ларут, Матанг Дан Селама | 320 100                |
| 3  | Манджунг                 | 247 200                |
| 4  | Хілір Перак              | 232 800                |
| 5  | Керіан                   | 196 500                |
| 6  | Батанг Паданг            | 191 900                |
| 7  | Куала Кангсар            | 176 000                |
| 8  | Перак Тенґах             | 116 500                |
| 9  | Хулу Перак               | 114 900                |
| 10 | Кампар                   | 98 534                 |